# Ghana
Ghana és una república de l'Àfrica occidental. Confronta a l'oest amb la Costa d'Ivori, al nord-oest i al nord amb Burkina Faso, a l'est amb Togo i al sud amb el golf de Guinea.

## Història
Al segle xvi, el xeic Islamil de Begho i el seu fill Muhammad al-Abyad van convertir a l'islam l'aristocràcia dirigent malinke-bambara de Gonja, que va esdevenir la potència musulmana dominant al nord de la moderna Ghana. Al segle xviii, el rei de Dagomba, Muhammad Zanjina, es va fer musulmà i quasi al mateix temps va fer el mateix el rei Atabia (+ 1741/1742), rei de Mamprusi. Així, abans de la meitat del segle, els tres estats principals de la zona septentrional eren musulmans. Comunitats musulmanes es van establir al final del segle i al començament del segle xix a Kumasi, capital del regne dels ashanti, i van arribar a ocupar llocs dirigents en el consell reial. Al segle xix, les regions occidentals de Gonja i la regió de Wa van caure en mans de l'Imperi manding de Samori Ture, els zabarima i forces reclutades localment per Alfa Kazare, Babatu i Hamaria van formar un estat musulmà que va ser de curta volada. Aliat a Samori i a Muktar Karantao de Wahatu, foren derrotats pels francesos (cadascú per separat); a la part final del segle i al començament del segle XX formaven part de les colònies europees. El territori va formar la colònia i el protectorat de la Costa d'Or.
La moderna Ghana es va formar arran de la unió del protectorat i la colònia britànica de la Costa d'Or i del territori en fideïcomís del Togo Britànic, Ghana va esdevenir, el 1957, el primer estat de l'Àfrica subsahariana que assolia la independència. Una llarga sèrie de cops d'estat van comportar la suspensió de la constitució el 1981 i la prohibició dels partits polítics. El 1992, es va aprovar una nova constitució multipartidista.

## Política

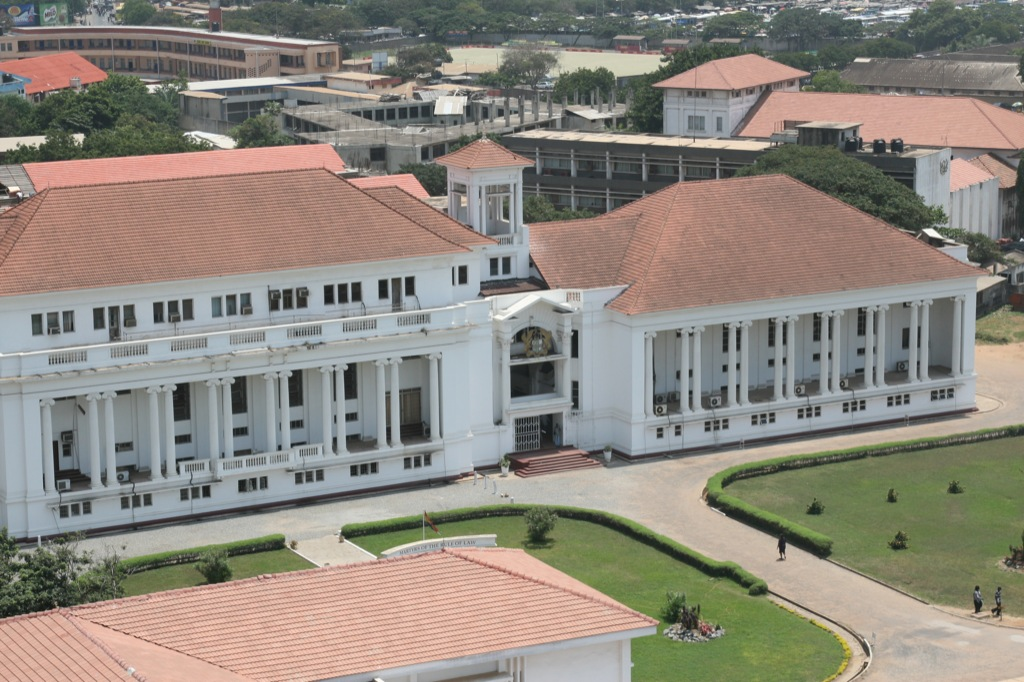
Cort Suprema de Ghana.

El seu primer cap d'estat i el que va portar Ghana a la independència fou Kwame Nkrumah.
Ghana és una república que forma part del Commonwealth. El seu cap d'estat i de govern és actualment John Atta Mills.
El Parlament de Ghana és unicameral, compost per 230 membres triats per a un mandat de 4 anys. En l'actualitat, està dominat per dos petits partits revolucionaris, el Nou Partit Patriòtic i el Congrés Nacional Democràtic.

## Divisió administrativa
Administrativament, Ghana s'organitza en 10 regions que se subdivideixen en 216 districtes.

## Geografia
La capital n'és Accra, amb més d'un milió i mig d'habitants (i més de tres en l'aglomeració urbana), i les ciutats principals són Kumasi (amb més d'un milió) i Tamale, amb més de tres-cents mil.
La República de Ghana està situada només a uns quants graus per damunt de l'equador. És un país de terres baixes (el punt més alt es troba a 883 m) i clima tropical. Al golf de Guinea, hi desemboca el riu Volta, el principal del país, que aquí forma el llac Volta, el llac artificial més gran del món; genera electricitat i és navegable.

## Economia
Ghana és un dels estats més rics en recursos de l'Àfrica occidental, però el seu PIB per capita -1.500 dòlars- és poc més que el doble dels estats més pobres de la regió. L'economia del país és principalment agrària. La principal font d'ingressos dels agricultors és el cacau i els seus productes derivats, que normalment solen consistir en dos terços de les exportacions.

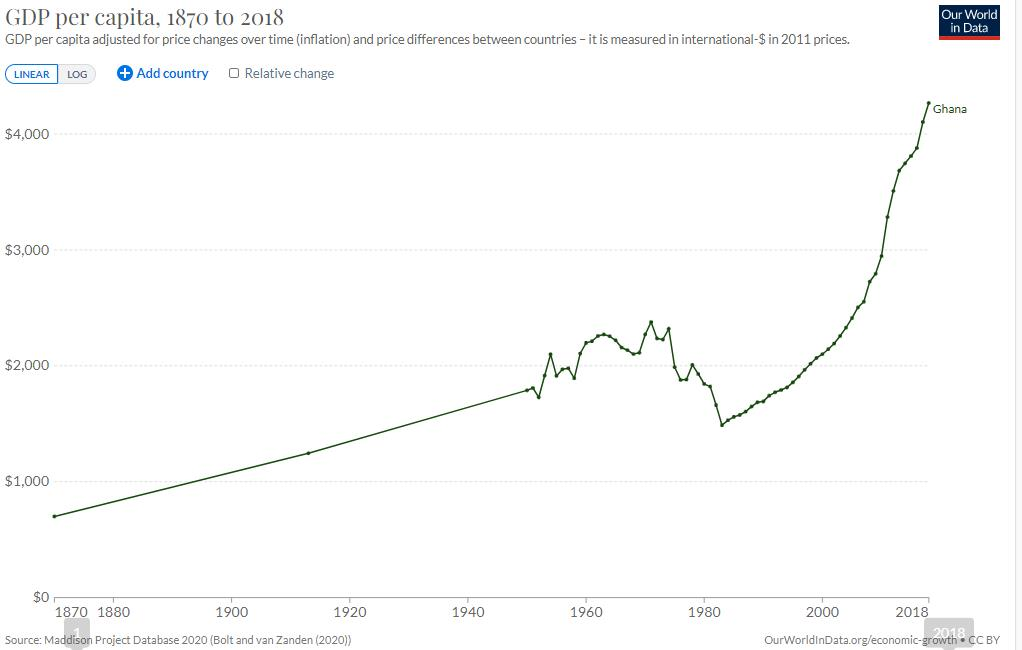
Canvi del PIB per càpita de Ghana, 1870–2018. Les xifres s'ajusten per inflació als dòlars internacionals de 2011

Ghana és un país mitjà ric en recursos naturals que posseeix minerals industrials, hidrocarburs i metalls preciosos. És una economia digital designada emergent amb hibridació d'economia mixta i un mercat emergent. Té un pla econòmic conegut com "Ghana Vision 2020". Aquest pla preveu que Ghana sigui com el primer país africà a convertir-se en un país desenvolupat entre el 2020 i el 2029 i un país recentment industrialitzat entre el 2030 i el 2039. Això exclou els altres membres del Grup dels 24 i el país de l'Àfrica subsahariana Sud-àfrica, que és un país recentment industrialitzat. L'economia de Ghana també té vincles amb el iuan renminbi xinès juntament amb les vastes reserves d'or de Ghana. El 2013, el Banc de Ghana va començar a circular el renminbi pels bancs estatals de Ghana i entre el públic de Ghana com a moneda forta juntament amb el cedi nacional de Ghana per a la segona moneda comercial nacional. Entre el 2012 i el 2013, el 37,9% dels habitants rurals vivien en la pobresa mentre que només afectava el 10,6% dels urbans. Les zones urbanes tenen més oportunitats d'ocupació, especialment en el comerç informal, mentre que gairebé totes (el 94%) de les llars rurals pobres participen en el sector agrícola.

Una representació proporcional de les exportacions de Ghana, 2019

L’autoritat estatal del riu Volta i la Ghana National Petroleum Corporation són els dos principals productors d'electricitat. La presa d'Akosombo, construïda al riu Volta l'any 1965, juntament amb la presa de Bui, la presa de Kpong i diverses altres preses hidroelèctriques proporcionen energia hidràulica. A més, el govern de Ghana ha intentat construir la segona central nuclear a Àfrica.
La Borsa de Ghana és la cinquena més gran de l'Àfrica continental i la tercera més gran de l'Àfrica subsahariana amb una capitalització borsària de GH¢ 57,2 mil milions o CN¥ 180,4 mil milions el 2012 amb South Africa JSE Limited com a primer. La Borsa de Valors de Ghana (GSE) va ser la segona borsa de valors amb millor rendiment a l'Àfrica subsahariana el 2013.
Ghana també produeix cacau d'alta qualitat. És el segon productor mundial de cacau i es preveia que es convertiria en el productor de cacau més gran del món el 2015.
Ghana està classificat com un país de renda mitjana. Els serveis representen el 50% del PIB, seguits de la indústria manufacturera (24,1%), les indústries extractives (5%) i els impostos (20,9%).
Ghana va anunciar plans per emetre deute públic mitjançant bons socials i verds a la tardor del 2021, convertint-se en el primer país africà a fer-ho. El país, que té previst demanar en préstec fins a 5.000 milions de dòlars als mercats internacionals aquest any, utilitzaria els ingressos d'aquests bons sostenibles per refinançar el deute utilitzat per a projectes socials i ambientals i pagar els costos educatius o salut. Només unes poques nacions els han venut fins ara, com ara Xile i l'Equador. El país destinarà els ingressos a tirar endavant una iniciativa de secundària gratuïta iniciada el 2017 entre altres programes, tot i haver registrat el 2020 la seva taxa de creixement econòmic més baixa en 37 anys.

## Cultura

### Llengües
La llengua oficial de Ghana és l'anglès. El SIL Internacional ha llistat un total de 79 llengües, totes vives:
- Abron: 1.050.000 parlants a Ghana. Es parla al sud-oest de l'estat, al nord-oest d'Asante. També es parla a Costa d'Ivori.
- Adamorobe, llengua de signes: 3.400 parlants a Adamorobe.
- Adangbe: es parla a la frontera amb Togo, on també es parla. Es parla, entre d'altres, als pobles de Kpoeta i Apegame.
- Adele: 11.000 parlants a la frontera est-central amb Togo, on també es parla.
- Ahanta: 142.000 parlants a la costa del sud-oest de l'estat.
- Akan: 8.300.000 parlants a Ghana; inclou els dialectes aixanti (amb 2.800.000 parlants, a Ghana), twi (amb 7.000.000 de parlants, principalment a Ghana) i fanti (amb 1.900.000 de parlants, a Ghana).
- Akposo: 7.500 parlants al sud de Ghana.
- Animere: 700 parlants als pobles de Kecheibi i Kunda, a la zona central-est de Ghana.
- Anufo: 66.000 parlants a Ghana, al nord-est, al voltant de Wawjayga. També es parla a Benín i a Togo.
- Anyin: 250.000 parlants a Ghana, entre Abron i Nzema.
- Avatime: 24.000 parlants al sud-est de Ghana, sobretot a Amedzofe.
- Awutu: 180.000 parlants a la costa, a l'oest d'Accra.
- Bimoba: 120.000 parlants al nord-est, al districte de Gambaga, al sud de Kusaasi, i al nord de Konkomba.
- Birifor meridional: 125.000 parlants a l'extrem nord-occidental de Ghana. També es parla a Costa d'Ivori.
- Bissa: 165.900 parlants al nord-est de Ghana.
- Buli: 150.000 parlants al districte de Sandema.
- Chakali: 6.000 parlants a l'est de Wa.
- Chala: 3.000 parlants, a la regió de Volta i a la regió del Nord.
- Cherepon: 111.000 parlants entre les àrees Ga i Twi, al nord de Larteh.
- Chumburung: 69.000 parlants a la zona compresa entre el llac Volta, el riu Daka i Yeji.
- Dagaare meridional: 700.000 parlants al nord-oest de Ghana, a la regió d'Upper West.
- Dagbani: 800.000 parlants, al nord-est de Ghana, al voltant de Tamale.
- Dangme: 800.000 parlants al sud-est, a la costa a l'est d'Accra.
- Deg: 26.400 parlants a la zona central-occidental, a l'oest del llac Volta. També es parla a Costa d'Ivori.
- Delo: 10.900 parlants a la frontera amb Togo, on també es parla.
- Dompo: uns 70 parlants, a la regió Brong-Ahafo.
- Dwang: 8.200 parlants, al sud del llac Volta.
- Anglès.
- Éwé: 2.250.500 parlants a Ghana. També es parla a Togo.
- Farefare: 820.000 parlants, al nord-est de Ghana. També es parla a Burkina Faso.
- Fulfulde, Maasina: 7.300 parlants al nord de Ghana.
- Ga: 600.000 parlants al sud-est, a la costa al voltant d'Accra.
- Llengua dels signes ghaniana.
- Gikyode: 10.400 parlants al centre-est, a la frontera amb Togo.
- Gonja: 230.000 parlants, a la regió del nord.
- Gua: 60.200 parlants a Ghana.
- Hanga: 6.800 parlants al centre-nord, al districte de Damongo.
- Hausa.
- Jwira-pepesa: 18.000 parlants a l'extrem sud-oest de Ghana.
- Kabiyé: es parla al nord de Ghana.
- Kamara: 3.000 parlants a Ghana.
- Kantosi: 2.300 parlants al centre-nord de Ghana, al districte de Sandema.
- Kasem: 130.000 parlants al centre-nord de Ghana.
- Konkomba: 500.000 parlants al nord-est de Ghana. També es parla a Togo.
- Konni: 3.800 parlants, remots i aïllats, al sud-est de Sisaala i a l'oest de Mambrusi, en una zona on no hi ha carreteres.
- Kplang: 1.600 parlants, al sud del llac Volta, al sud de Yeji.
- Krache: 58.000 parlants al centre de Ghana, a prop de Nchimburu.
- Kulango, bondoukou: 27.000 parlants al centre-oest de Ghana, a l'oest de Wrenchi.
- Kulango, bouna: 15.500 parlants a la frontera central-occidental de Ghana.
- Kusaal: 420.000 parlants al nord-est de Ghana, al districte de Bawku. També es parla a Burkina Faso.
- Lama: centenars de parlants al sud de Bassar.
- Larteh: 74.000 parlants al sud de Cherepon.
- Lelemi: 48.900 parlants al sud-est de Ghana, a la ciutat de Jasikan.
- Ligbi: 15.000 parlants a Numasa. També es parla a Costa d'Ivori.
- Logba: 7.500 parlants al sud-est de Ghana.
- Mampruli: 220.000 parlants a l'est i a l'oest de Gambaga, al nord-est de la regió del nord.
- Nafaanra: 61.000 parlants a la frontera occidental, a l'est de Bondoukou. També es parla a Costa d'Ivori.
- Nawdm: es parla a Accra, Ho, Kpandu i la regió de Volta.
- Nawuri: 14.000 parlants al centre-est de Ghana, la majoria a la riba occidental del riu Oti.
- Nchumbulu: 1.800 parlants a l'oest del llac Volta, a prop de Kplang.
- Nkonya: 28.000 parlants al sud-est de Ghana, al nord-oest d'Éwé.
- Ntcham: 57.000 parlants a Ghana.
- Nyangbo: 6.400 parlants, al sud-est de Ghana.
- Nzema: 262.000 paralants a Ghana. També es parla a Costa d'Ivori.
- Paasaal: 36.000 a la regió Upper West.
- Safaliba: 4.000 parlants, al sud de Bole, a l'occident de la regió del nord.
- Sehwi: 250.000 parlants al sud-oest de Ghana.
- Sekpele: 23.400 parlants al sud-est de Ghana, al nord de Hohoe.
- Selee: 11.300 parlants al sud-est de Ghana.
- Sisaala, tumulung: 105.000 parlants al centre-nord de Ghana, al districte de Tumu.
- Sisaala, Western: 30.000 parlants al centre nord de Ghana.
- Siwu: 27.000 parlants al sud-est de Ghana, al nord de Hohoé.
- Tafi: 4.400 parlants al centre nord de Ghana, a prop de la frontera amb Togo.
- Tampulma: 16.000 parlants al centre-nord de Ghana, al sud de Sisaala, al districte de Damongo.
- Tem: 53.000 parlants a Ghana, la majoria a Accra.
- Tuwuli: 11.400 parlants a la regió de Volta.
- Vagla: 13.500 parlants al centre-oest de Ghana, a prop de Sawla.
- Wali: 138.000 parlants al nord-oest de Ghana.
- Wasa: 309.000 parlants al sud-oest de Ghana.

A més a més, a Ghana també es parla foodo (1000), klao, lobi i mòoré.

### Música
Obo Addy va ser un dels primers músics nadius africans a portar la fusió de la música popular tradicional i la música pop occidental coneguda com a worldbeat a la resta del món.

### Literatura
Entre els escriptors més reputats de Ghana, es troben Kwame Nkrumah, Kofi Awoonor, Ayi Kwei Armah i Kobina Sekyi.